# Ægteskabets Fata Morgana
Ægteskabets Fata Morgana er en amerikansk stumfilm fra 1917 af Edward José.

## Medvirkende
- Norma Talmadge som Lucy Gillam.
- Hassard Short som A. Valentine Spencer.
- Eugene O'Brien som Bridgey.
- Virginia Dare som Nita Marbridge.
- Adolphe Menjou som Teddy Marbridge.